# Mark Amann
Mark Amann (* 1984) je bývalý rakouský reprezentant ve sportovním lezení, mnohonásobný mistr Rakouska v lezení na rychlost.

## Závodní výsledky
| Mistrovství Rakouska | Mistrovství Rakouska | Mistrovství Rakouska | Mistrovství Rakouska | Mistrovství Rakouska | Mistrovství Rakouska | Mistrovství Rakouska | Mistrovství Rakouska | Mistrovství Rakouska | Mistrovství Rakouska |
| Rok                  | 2005                 | 2006                 | 2007                 | 2008                 | 2009                 | 2010                 | 2011                 | 2012                 | 2013                 |
| -------------------- | -------------------- | -------------------- | -------------------- | -------------------- | -------------------- | -------------------- | -------------------- | -------------------- | -------------------- |
| Rychlost             | 1                    | 1                    | 1                    | 1                    | 1                    | 1                    | 1                    | 1                    | 2                    |

* starší výsledky nejsou k dispozici